# ابن عماد الأقفهسي
ابن العِماد الأَقْفَهْسي (قبل 750- 808 هـ/ 1348- 1406 م) أحد أئمة الفقهاء الشافعية.

## اسمه وولادته
هو شهاب الدين أحمد بن عماد بن يوسف بن عبد النبي أبو العباس الأَقْفَهْسي ثم القاهري الشافعي المعروف بابن العماد. ونسبته الأَقْفَهْسي (بفتح الهمزة، وسكون القاف، وفتح الفاء، وسكون الهاء) إلى مدينة أقفهس وهي بلدة من أعمال البهنسا تقع في مصر. 
ولد في مدينة القاهرة في مصر قبل الخمسين وسبع مئة (750هـ). 

## دراسته وتدريسه
تَلْمَذَ على والده الإمام المعروف آية زمانه صاحب التصنيفات المنوعة، واشتغل في الفقه والعربية وغيرهما من العلوم، وأخذ عن علماء مصر، ومنهم الجمال الإسنوي، وهو كثير الاطلاع والمعرفة، وتقدَّم في الفقه، ووليَ التدريس في بعض مدارس منية ابن خصيب في مصر، وحجَّ عام 800 هـ، وصنف كتبًا كثيرة مفيدة؛ نظمًا ونثرًا ومتنًا وشرحًا، منها نظم وشروح على مؤلفات الإمام النووي وغيره من العلماء. 
وسمع منه ابن حجر، وكتب عنه برهان الدين محدِّث حلب.

## مؤلفاته
له مؤلفات في الفقه والأدب منها:
- آداب الأكل.
- إحكام الحكم.
- أحكام النكاح.
- التبيان فيما يحلُّ ويحرم من الحَيَوان.
- أحكام المساجد أو تسهيل المقاصد.
- القول التام في أحكام المأموم والإمام.
- الاقتصاد في كفاية الاعتقاد، وهو شرح لكتاب الإمام أبو حامد الغزالي، الاقتصاد في الاعتقاد.
- القول التمام في آداب دخول الحمام.
- إكرام من يعيش بتحريم الخمر والحشيش.
- البحر العجاج في شرح المنهاج.
- الأواني والظروف وأحكامها وما فيها من المظروف.
- ألفاظ القطرات شرح جامع المختصرات.
- البيان فيما يحل ويحرم من الحيوان.
- تحفة الإخوان في نظم التبيان، شرح لكتاب الإمام النووي (التبيان في آداب حملة القرآن).
- تسهيل المقاصد لزوار المساجد.
- التعليق على المهمات.
- التوضيح.
- الدر النفيس.
- الدرة الضوئية في الهجرة النبوية.
- حوادث الهجرة
- شرح حوادث الهجرة
- رفع الجناح عما هو من المرأة مباح.
- شرح الأربعين النووية.
- توقيف الحكام على غوامض الأحكام.
- رفع الإلباس عن دهم الوسواس.

### في الحساب والهيئة
أخذ عن ابن المجدي ثم صنَّف في الحساب والهيئة:
- «الجوهر المكنون في الحساب المصون».[3]
- «الأمثلة الظاهرة في حساب ربع الدائرة».[3]
- «رسالة في الأسطرلاب».[3]

## وفاته
توفي ابن العِماد الأَقْفَهْسي عام 808هـ، قبل بلوغه الستين من عمره.